# كيفن إليس
كيفن إليس (بالإنجليزية: Kevin Ellis)‏ (11 مايو 1977 في المملكة المتحدة - ) هو لاعب كرة قدم بريطاني في مركز الدفاع. لعب مع إيبسويتش تاون ونادي كينغز لين.

## وصلات خارجية
- كيفن إليس على موقع قاعدة بيانات كرة القدم.إي يو (الإنجليزية)
- كيفن إليس على موقع Soccerbase.com (لاعب) (الإنجليزية)
- كيفن إليس على موقع عالم كرة القدم.نت (الإنجليزية)